# ニシオカナヲト
ニシオカナヲト（1967年（昭和42年）1月8日 - ） は、日本のシンガーソングライター、音楽プロデューサー、作詞家、作曲家、ボイストレーナー、YouTuber、演出家、MC、ラジオパーソナリティ、ニシオカナヲト音楽事務所代表取締役社長。兵庫県神戸市灘区出身。血液型はA型 。一人っ子。身長170cm、体重68kg、足のサイズは26.5cm。視力は裸眼で左右1.2。高校時代は50m走最高記録5秒8（1985年）。

## 経歴

### 生い立ち
1967年1月8日午前10時35分、大雪が降る寒い日の朝、兵庫県神戸市灘区の田辺病院で産まれる。その後すぐに西宮市に引っ越し、4歳まで阪神甲子園球場の近くにある父・務（つとむ）の仕事先の日本電信電話公社（現NTT）の社宅で育つ。その頃、妹が生まれる予定だったが、母・順子の容態が悪くなり、妹は生まれてくる事が出来なかった。
その後、父が転職し神戸市灘区の六甲バターの社員食堂に入社すると同時に、神戸市立稗田幼稚園に入園。家賃が無料という理由から、社員食堂の隅にある5畳ほどの一部屋に家族住み込みで暮らす事になる。その後、神戸市立稗田小学校に入学する。
小学4年生になる頃に父が脱サラし、中華料理店「神香園」を灘区原田通りに開業すると同時に電気屋の物置の2階に引越しをする。玄関のドアを開けるとすぐに階段があり、急勾配のため何度も転げ落ちたという。風呂が無かったため近所の銭湯の白井温泉か、みやこ温泉に行っていた。
中学は神戸市立上野中学校に入学し剣道部へ入部。中学3年の夏に全日本剣道連盟の灘区の大会で個人戦で優勝し、選手宣誓も務めた。その後の神戸市の大会で個人戦で準優勝。このことがきっかけで、神戸市の中学生代表に選ばれ、3都市大会（神戸市、大阪市、京都市）に出場。全日本剣道連盟兵庫県大会個人戦で3位に入賞。これらの成績を収めた事がきっかけで、報徳学園高等学校の推薦を受ける事になる。中学3年生が終わる頃、近所の共同住宅に引越し。これが神戸時代では最後の引越しとなる。
1982年、報徳学園高等学校に剣道で推薦入学をする。小学2年生から憧れていた高校だったため入学が決まった時、家族全員で喜んだ。報徳学園は私立のため、学費がとても高くニシオカの実家は貧乏だったため、到底通えるような家柄では無かったが、父がラーメン屋で1杯400円のラーメンを何杯も何杯も売ってくれたおかげで通うことが出来た。母も父を懸命に支え、店の力になった。ニシオカは両親にとても感謝しているという。
この時から、後にニシオカの代表曲となる愛犬"チェリー"を飼い始め、父、母、ニシオカ、チェリーの4人暮らしがスタート。報徳学園時代は毎日、朝から晩まで厳しい剣道部の練習に取り組んだ。辛い練習から帰ってきた時、いつもチェリーが疲れた心と身体を癒してくれた。
1985年、報徳学園高等学校を卒業。その後は、大阪府の金井大道具に正社員として入社し音響を担当。吉本興業の漫才、ジュディ・オングのミュージカル、加藤登紀子のミュージカルなど錚々たる芸能人の舞台創りに携わった。その中でも、マックスファクターのイベントで大道具を担当し、ニシオカが憧れていたハリウッド女優のダイアン・レインが主役で登場。その日はダイアン・の誕生日で、イベント後に関係者のみで誕生日会が開催された。そこにニシオカも参加し、憧れのダイアンを遠くから見ていたところ、会社の上司に「こんなチャンス二度と無いぞ! ニシオカ、行ってこい!」と背中を押されて、勇気を出してダイアンの横まで行くと、なんとニッコリ微笑んでくれた。すると、タイミングよく乾杯の音頭が行われ、ダイアンがニシオカの方を向いて、1人目に乾杯してくれた。この乾杯の音頭と同時にニシオカの温度も最高潮に達し、最高の思い出となった。松山千春のコンサートに、内緒で先輩に袖幕に入れてもらった。松山の歌に感動し、袖幕で泣きながら聴いた。この時、裏方ではなく自分が"表舞台に立ちたい"と思うようになり、1年半で金井大道具を退社。ニシオカの歌手としての修行が始まる。

### 1986年 - 1989年
19歳からアルバイトのかけもち生活が始まる。昼は神戸市三宮のお好み焼き・焼きそば店「サンローレ」、夕方から三宮の北野坂のカラオケパブ「オリアナ」に勤め、朝から夜まで働いた。
この時、『京阪神エルマガジン』に掲載されていた大阪市西天満の芸能事務所・株式会社原田エンタープライズのオーディションを受ける。事務所代表の原田信夫は、1970年に結成されたムード歌謡コーラスグループ「ザ・キャラクターズ」のリーダーとして活動。日本コロムビアより阿久悠作詞の『港町シャンソン』でデビュー。その後、コロムビアからシングル5枚を発売後、1977年までキングレコード〜キャニオン・レコード〜徳間ジャパンと移籍しながら合計12枚のシングルを発売。キング時代はスキャットボサ『ラブ・サウンズ』、ディープ歌謡『恋の人魚姫』、キャニオンではアイドル歌謡『白い羽根の勇士』など、コーラスグループとしての実力を発揮した。
ニシオカは原田に「歌手になりたい」と伝えた。そしてオーディションで谷村新司の「群青」を歌い合格。この時から週1回、大阪までレッスンに通いながらアルバイトを続ける。20歳の時に、原田が番組企画・制作・出演した朝日放送の音楽番組『夜はオンリー・ユー』が始まり、メインホストにやしきたかじんが起用。ニシオカはたかじんの下働きを約半年間、経験する。楽屋でのお茶の用意、衣装の準備、たかじんの話相手となった。半年後、メインホストが中村泰士に交代。この時に、原田がワンコーナーを設けてニシオカも出演し「想い出のサンフランシスコ」を歌った。中村に歌を絶賛され、コンサートのオープニングアクトとして出演した。この時、ゲストだったアンリ菅野にも気に入られ、色紙へのサイン、更に頬にキスのサービスまで受けた。
下働きとして漫才師はな寛太・いま寛大の運転手も経験。当時、寛太・大が担当していたラジオ関西の番組ゲストとして、八代亜紀が登場。番組終了後に八代とスタッフ皆で蕎麦屋に行くと、ニシオカは八代の目の前に座らせて貰った。当時は下っ端であり先輩より早く食べ終えなければならず、かけそばを注文。それを八代が見て「あなた具が無いじゃない。私の海老天あげるわね」と自分の海老天をニシオカに分けてくれた八代の優しさに、心から感動した。歌手を目指している事を八代に伝えると「がんばってね」と励まされ、ニシオカは絶対に成功するぞと誓った。
1988年、21歳の時大阪パークホテルのバイキング&ディナーショーのオーディションに合格。懐かしのグループ・サウンズを歌う企画のメインボーカルに選出。1回90分のステージで18曲を熱唱。1ヶ月間で40公演（土日は2ステージ）を行った。主な歌唱曲は「君だけに愛を」「花の首飾り」「ブルー・シャトウ」、「夕陽が泣いている」「想い出の渚」「亜麻色の髪の乙女」など。中でもエメラルドの伝説は好評だった。

### 1990年 - 1994年
1990年、23歳の時に原田から楽曲を受け取る。この曲にニシオカが歌詞を書き『愛があるから』をレコーディング。同時期に原田がポニーキャニオンからシングル『壁』をリリース。その際に、原田を取り上げる旨で、事務所にフジテレビが取材に来る。そこで、原田の一番弟子としてニシオカが紹介され、『おはよう!ナイスデイ』で、『愛があるから』を披露した。
『愛があるから』をレコーディングしたスタッフが、テイチクとの繋がりがあり、この曲の音源をテイチク関係者に渡す。この事がきっかけで、テイチクの音声多重ボーカルオーディションを受ける事になった。指定された楽曲は、矢沢永吉『時間よ止まれ』。4次審査まで勝ち残り合格。この時にプロデューサーである中西雄一と出会い、テイチクでの歌手活動がスタートする。
音声多重カラオケリリースで発売した楽曲は前述の「時間よ止まれ」の他「Last Christmas Eve」「ベイサイド・セレナーデ」「FIRST LOVE」「もう涙はいらない」「ガラスのメモリーズ」「少年時代」「償いの日々」「バラッドをお前に」全9曲。ここで、プロの厳しさを初めて体感した。特に一曲目の「時間よ止まれ」のレコーディングは大変厳しいものだった。一生懸命に魂を込め歌っても、なかなかOKが出ず何度もフラフラになりながら歌った。レコーディングが終わり、発売は難しいかもしれないと落ち込んでいた時、中西から「発売するからな」「ニシオカは、声に力がある。諦めずに頑張れよ」と言われとても嬉しかったという。
1992年、サウンドワークス（現:ナッシュスタジオ）から"原正彦"名義で8センチCD『ラストオーダー（作詞作曲/楠本清輝）』を発売。C/W曲は『素敵な夢を（作詞作曲/楠本清輝）』。プロモーションでラジオ関西の番組で楽曲が使用されたり、さんちかサテライトでイベントやゲストとしてラジオ番組に出演。有線放送のリクエストが多かった。香田晋とも共演。他に、神戸国際会館で行われた歌謡祭にも出演した。その後、原田プロデュース「トゥー・キャラクターズ」を結成。メンバーはヴォーカル＆ギター 原正彦（ニシオカ）、ヴォーカル＆ピアノ 黒古陽子、サポートドラム 柳原優作の3名。月1回の3ステージを高級レストラン 宝塚サラブレッド・ドゥーで行う。宝塚大劇場近くのレストランだったことから、当時のタカラジェンヌも多く来店した。主な演奏曲は「想い出のサンフランシスコ」「ルート66」「好きにならずにいられない」「フライ・ミー・トゥー・ザ・ムーン」「明るい表通りで」など。この現場で、MCやパフォーマンスを磨いた。
1993年、所属事務所を株式会社原田エンタープライズから株式会社グレースに移籍。俳優活動を始める。ニシオカの演技講師は日高久であり、外郎売、即興劇を学んだ。その後、東映京都撮影所や松竹京都撮影所でも共演することもあり、現場でも気にかけてくれる優しい先生だった。その後、小野登に出会い、東映京都撮影所に頻繁に出入りすることになる。出演したドラマは『銭形平次』、『水戸黄門』、『暴れん坊将軍』、『三匹が斬る!』、『新・部長刑事 アーバンポリス24』、『鶴姫伝奇』。映画では『極道の妻たち』、『わが愛の譜 滝廉太郎物語』に出演。
『暴れん坊将軍』の撮影時、降旗康男から突然「ちょっと君！ こっちへ来てみなさい」とニシオカだけが呼ばれて、あるシーンの悪役に任命された。その役では、屋台で酒を呑んでいる所を岡っ引に、引き摺り回される激しい役。その撮影で初めて単独でメイク・衣装担当が付いた。撮影の後は大雨で、降旗自ら傘をさしてくれて相合傘で俳優会館まで歩いた。その際に「お前、いい役者だから辞めずに頑張れ。成功するから頑張れよ!」と激励された。
『極道の妻たち』の撮影では、極道役だった清水宏次朗を捕まえる警察官の役で出演した。ビルのひと部屋で逃げ回る清水宏次朗を押さえ込む演技では、本気の力で取っ組み合いをした。
『わが愛の譜 滝廉太郎物語』では生徒役で出演。風間トオルが滝廉太郎を演じた。そして憧れの女優渡辺典子も生徒役で出演しており、教室での授業のシーンで約5時間隣の席で撮影があり、共演できた事が本当に嬉しかったという。
『鶴姫伝奇』では主演の後藤久美子と奇跡的に仲良くなり、休憩時間に弁当を一緒に食べた。だが、支給されたお弁当が後藤久美子とニシオカでは全く違った。後藤久美子はお重に入った立派なお弁当で、ニシオカは普通のお弁当だった。後藤久美子はニシオカのお弁当の中身を見て、「そっちの方が美味しそうね」と言うので、おかずを交換したりして休憩時間を楽しんだ。超売れっ子の主役女優と仲良くなれた事が本当に嬉しかったという。
温かいエピソードとしては、『わが愛の譜 滝廉太郎物語』の撮影が終わった後、女優の檀ふみと俳優会館の中にある公衆電話を譲り合った事がある。1台しかない公衆電話の前に同時に来てしまい、「どうぞどうぞ！」のやりとりがお互い5回くらい続いて、2人で笑い合った。ニシオカが「檀さん、先輩なのでお先にどうぞ！」と念押しで言ったことで、先に公衆電話を使ってもらう事になった。電話が終わったあと、檀ふみに「ありがとうね！」と言ってもらった。そしてニシオカも事務所に電話するために受話器を握った。その時、直前まで電話していた檀ふみの手の温もりが受話器から伝わってきた。その温もりに檀ふみの優しさを感じた。
CMはオートバックスの空気清浄機や、「宝塚アイスアリーナ」にも出演した。
舞台では、大阪テイジンホールで行われた小野登演出による舞台『守銭奴』にラ・フレーシュ役で出演。劇中歌『昭和枯れすすき』を熱唱し、演技も歌も好評を得た。
1994年、事務所をグレースから株式会社チャンスネットワークシステムに移籍し、関西の所属アーティストとなる。同社は作詞家作曲家を目指す人材を育成する会社で、アーティストと作家を結ぶネットワークを作り、当時全国に4万人の会員と歌手の米屋純が所属。同年12月に、関西のチャンスアーティストによるグランプリコンサート行われ、グランプリを受賞した。この事がきっかけで、社長・澤井のサポートを受けながら関西から東京への上京が決まった。

### 1995年 - 1999年
1995年1月8日、ニシオカの誕生日に澤井からプレゼントである1枚のFAXが届いた。そこには新しいアーティスト名"西岡直人"が書かれていた。この名前が現在のニシオカナヲトの原型になっている。直感が優れていたため"直人"という名前になったそうだ。
同月の15・16日の2日間、東京の恵比寿で会社の会議と新年会があり関西から出席。会議ではニシオカの発言に澤井が腹を立て一時騒然となったが、某メジャーレコード会社のディレクターが「ニシオカ君の発言は正しい」とフォローした。そのディレクターが澤井を説得し、社長がニシオカを本社（東京）のチャンスアーティストとして認め、アーティストとして給料を貰えるようになった。そしてその16日の夜、神戸に戻る。
そして翌日1月17日の朝。1995年1月17日5時46分、阪神・淡路大震災が発生する。神戸市灘区に住んでいたニシオカの実家は全壊。着の身着のまま家族全員で、近所の母校である稗田小学校に向かい、避難生活が始まる。電気、ガス、水道、交通は全てストップしていたため、大変不便な生活を送った。小学校の教室には10人〜20人程の被災者が肩を寄せ合い、真冬の寒さを乗り切った。余震が起きるたびに、恐怖に怯えて暮らした。その震災の日の夜、教室から夜空を見上げた時に満月がポッカリと浮かんでいた。「何で皆こんな思いをせなあかんのや」と悔しくて腹が立った。しかし、ニシオカはすぐに気持ちを前向きに切り替え「絶対に神戸の皆んなが喜べる街に戻すぞ。俺の歌で皆を幸せにするぞ」と心に誓った。
被災して10日ほど過ぎた頃、電気が復旧。その時に、東京から澤井が父の中華料理店に電話をかけた。何度も何度もかけたそうで、ようやく繋がって安心したという。澤井は「僕に出来ることがあれば何でもさせて貰うから、遠慮なく言ってくれ」と言い、ニシオカは電話越しで泣き崩れた。ようやく東京で歌手活動が出来るという時にこの震災に遭い、明るい未来を失いかけていた。もう東京に行く事も無理なのではないかと思っていたが澤井は、ずっとニシオカの事を気にかけていた。「また東京に来れるようになったら来い! 頑張れニシオカ」。そんな澤井の想いがとても嬉しく真冬の被災地にいるニシオカの心を、澤井社長の1本の電話が安心させてくれた。
小学校での避難生活にも限界が近づてきた頃、母親の姉が声をかけてくれて、少し離れた姉の家に10日ほど泊まらせて貰うことになった。風呂に入れること、家があること、明るい部屋にみんながいることにとても安心した。伯母のお陰で、冷え切っていた心がホッと温まった。
だが、そんな生活もずっと続けるわけにはいかず悩んでいた時、澤井の厚意でニシオカは新大阪にあるチャンスネットワークの会社のオフィスで寝泊まりすることになった。一方で、父は自分の店で寝泊まりするようになる。母はまだしばらく姉の家にいたが、ニシオカは神戸から大阪まで歩いて向かい、母と愛犬チェリーが暮らす家を探しに、不動産屋に向かったが何度となく断られたニシオカは腹が立ち不動産屋のスタッフに「震災で家が全壊したんや！ 何で貸してくれへんねん！」と半分怒りながら思いをぶつけたところ、やっと物件を紹介してくれ、母とチェリーは避難所生活から抜け出せることになった。
ニシオカはこの時期から仕事を再開する。澤井が立ち上げた「HOTONレーベル」でCDを販売、、チャンスネットワーク登録会員に配布する冊子の大阪ページを担当させて貰った。同年6月に心斎橋にあるアメリカ村の三角公園でコンテスト「美少女伝説」を開催。キリンビバレッジがスポンサーになり、大きなイベントを企画・制作し大成功をおさめた。そんな日々を過ごしていたが、いよいよ上京する日が近づいてくる。被災中、ニシオカは母に「夢を諦めずに東京に行きなさい」と背中を押され、上京を決断。
6月29日、ニシオカは新神戸駅から東京駅行の新幹線に乗り、夢を追いかけ上京。東京に着き、ニシオカはチャンスネットワークの本社がある恵比寿に向かった。澤井や他のスタッフ皆が歓迎し、とても嬉しかったという。その日の夜、吉祥寺でステーキを食べさせて貰った。会社の寮が府中市の中河原にあり、男性社員3人で暮らし始める。会社の事務作業などを手伝いながら、チャンスネットワークの会員から送られてくる楽曲を聴いて、自身の作品選びに励んでいた。
10月14日、母の誕生日にライブハウスの恵比寿GUILTY（現:渋谷GUILTY）にて、チャンスアーティストによる「HOTONライブ」に出演が決まる。震災後上京して初めてのステージで、トリに選ばれた。ライブでは5曲披露し、最後に歌ったオリジナル曲『月〜1995年1月17日神戸の夜〜』（作詞/わらびさこじゅんや、作曲/宮井英行）を聴いた観客は、想いに惹きつけられファンになった。ライブが終わり会社の寮に帰るとき、夜空に震災の日に見たような満月が空に浮かんでいて、それを見た途端、神戸への思いが溢れ、今日を迎えられた事が嬉しく涙が止まらなかった。その後、チャンスアーティストとして人気が出始めた。同じ事務所内のロックバンド「ビー・トリップ」も人気が出始めライバルになりすぐにライブ「ビー・トリップvs西岡直人」が恵比寿GUILTYにて開催決定。この日のステージにそなえて、毎日朝から晩までトレーニングをし、万全の体制でライブに挑んだ。様々な楽曲を披露して会場を沸かせ魂を込めたステージは大成功をおさめた。
その後、日々の業務に戻り作曲に取り組んだり、澤井が開催していた作詞セミナーのサポート業務に携わる毎日だった。楽しい毎日を過ごしていたが、会社の業績が悪くなり始め、会社の規模を縮小して恵比寿から渋谷の小さなオフィスに転居。何とか続けていこうと社長も社員も努力したが、倒産に追い込まれた。澤井の妻には、いつもお弁当を作ってきてもらったり、困った時に助けてもらっていたため、倒産になることは本当に辛かった。
12月23日、最後に澤井と夕食を摂った。「会社はうまく行かなかったけど、西岡は音楽頑張れ」と、渋谷の吉野家で牛丼並盛をご馳走になった。最後に挨拶をして、澤井と別々の道を進んだ。
会社倒産に伴い、寮も閉鎖。震災後、着替えだけが入ったカバン1つで上京したままの荷物で寮を後にした。行くあてなど無く12月24日、ニシオカはホームレスになった。
故郷は阪神・淡路大震災で全壊したため、実家もホームレス。歌手になると決意して上京したのだから、夢を叶えるまで帰る事は出来なかった。実家も東京も家が無くなったため、「叶えるまで帰るな」という神様からのメッセージだとニシオカは受け止め、路上生活が始まる。
寮を出てからの記憶があまりなく、2,3日はフラフラと東京を彷徨った。こんな生活では手持ちのお金も無くなってしまうので、引っ越し屋の日払いのバイトの面接に行った。この時、"住所不定無職"状態だったため面接官に驚かれたが、事情を話し免許証を見せると、次の日から働かせてもらえる事になり働いた。一般家庭だけではなくオフィスや学校の引っ越し依頼があったため、週6日働かせて貰った。平均1日7,000円〜8,000円ほど日払いで稼ぐことが出来たが退勤後に帰る家が無く、仕事仲間にホームレスであることを打ち明けていなかったため家に帰るふりをしていた。打ち明けなかったのは家が無いということが恥ずかしかったため。退勤後、引越し屋の事務所があった水道橋付近のサウナ、カプセルホテルに寝泊まりする生活を2ヶ月ほど続けた。心細くて惨めで辛くて仕方なかった。ましてや1月で真冬だったため心も身体も凍えきった。とにかく家に住みたい。そう考えていた時、ふと過去の記憶が蘇りチャンスネットワークで世話になっていた、渋谷の不動産屋を思い出して店に向かった。訪ねてみると、運良く顔見知りのスタッフがおり、現在の事情を話すとすぐに物件を探してくれた。とにかくどこでもいいから家が欲しかった。そこで提案されたのが練馬区桜台のワンルームだった。内見もせず、入らせてくれと頼んだ。賃貸契約を交わすことができ、2ヶ月のホームレス生活に別れを告げた。
その後、引っ越し屋のバイトは辞めて、家の近所で仕事を探そうと思い、近所を歩いていたら暇そうなカレー屋を見つけた。丁度、壁にアルバイト募集の張り紙があったのでそのまま店に入り、バイトをさせて下さいと申し込んだ。履歴書も無かったのに快く受け入れてもらい、明日から来て良いよと言って貰えた。そのカレー屋が、当時大人気だった「牛友チェーン」の本店である。
1996年3月、カレーチェーン店「牛友チェーン」桜台1号店でアルバイトをスタート。カウンター9席ほどの小さい店だったが人気店で、常連が毎日くるほどだった。ランチタイムに週5日シフトに入って、社長の石井に直々で指導された。火加減、盛り付け方、カレーの混ぜ方、洗い物の仕方など、石井はとにかく細かかったため、覚えるまで苦労した。少しカレーの盛り方が違うと、常連客から指摘されて客から仕事を教えてもらうこともあった。石井は仕事にとても厳しかったが、本当はとても優しい人だった。ニシオカが歌手を目指していることを真剣に応援してくれた。阪神・淡路大震災で実家が全壊し、歌手になるために上京したもののホームレスになり、苦労しているニシオカを雇ってくれたのだから。
ある日、石井に歌を聞いてもらおうと思い、自分の歌を録音したカセットテープを渡した。その後、店長と観客から聞き分かったが、そのテープを夜の営業時間にいつも流していた。自分がいるときは流しておらず、いないところで流してくれていたことが本当に嬉しかった。そして毎日働いて1年ほど経った時、原田のボーカルスクールの発表会のゲストとして呼ばれることになり、石井に休暇願いをすると、行っておいでと背中を押してもらい、ご飯代として1万円を渡してくれニシオカは本当に嬉しかった。石井はゴルフ好きだったため、石井が休みのときは必ずシフトに入りお店を営業。その頃には客に褒められるようになり、店の隣の事務所に勤めていた方に「ニシオカ君は社長がいないときでも教えられたように真面目に働いて本当に偉いわ！」と褒めてもらえるようになった。そして2年が過ぎた頃、ニシオカの人生で1番悲しい出来事が起きる。
愛犬チェリーが15歳と7ヶ月で他界。震災に遭ったあと父・母・チェリーの3人は神戸の仮設住宅に住んでいたが、環境も変わり、ニシオカと離れ離れの生活になったため、死に目には会えなかった。母はニシオカがショックを受けて立ち直れなくなると思い、亡くなってから1週間はその事実を伝えておらず後日電話で「チェリーちゃん亡くなったんよ･･･」と伝えられニシオカは泣き崩れた。そして涙と同時に感謝の気持ちが溢れてきた。そしてそのまま、近所のゴミ置き場から拾ってきたボロボロのギターで歌『CHERRY天国からの贈り物』を制作。最愛のチェリーはいつも俺の心の中に生き続けている。そう信じて歌った。そのあとの1週間はカレー屋のバイト中も涙が止まらなかった。俺は歌手を目指して東京に来たのに何で毎日カレーを作っているんだろう。俺は絶対に歌手になるんだ!天国にいるチェリーに恩返しをするために…。自分の心の奥底に沈んでいた想いを、チェリーが出させてくれた。
1998年4月、UMCボーカルアカデミーの所属アーティスト兼ボーカルインストラクターとして働くことが決まった。牛友チェーンを辞め、音楽の道を再スタート。ここでは生徒として1年学んだあと、ボーカル講師として2年勤務。ボーカルインストラクターズクラブバンド"V.I.C.B."のメンバーとしても活動。4枚目のアルバム『ただひとすじ』に参加。タワーレコード渋谷店で売上1位を獲得。東京の日本青年館や名古屋でコンサートを開催。テレビ東京『JAPAN COUNTDOWN』のエンディング曲に選ばれ、参加したMVが放送。講師としては、歌手を目指している生徒に真剣に向き合い、歌心を教えた。その結果、自分が担当していたクラスの小川大輔が、校内のボーカルコンテストでグランプリに輝いた。ボーカルスクールの生徒数は業界ナンバーワンだったため、とてもハードなスケジュールで毎日働いた。他のスタッフたちも本気で生徒と向き合い、ハードな日々を共に過ごした。辛いことも沢山あったが、その分嬉しいことも沢山あった。その時のメンバーには今でも感謝をしている。この仕事で精神を鍛えられたことが将来の自分の歌手人生に必要なことだったと語っている。

### 2000年 - 2005年
2000年5月、音楽家として独立し「ウタウタイ アーティストプロデュースプロジェクト」を東京都練馬区に開業。新人アーティストを育成し、デビューさせることを目的として創った。当時は事務所はなく、住んでいるアパートが事務所代わりだった。段ボールの切れ端にマジックで「UTA UTAI」と書き部屋の中に貼った。最初の2ヶ月ほどはキリンビバレッジ自動販売機ジュース補充のバイトをしながら、携帯電話でレッスンの予約を受け、休みの日に池袋のレンタルスタジオで生徒とレッスンをした。本気で歌手を作りたかったため、オーディションでは本気で歌手になりたい人だけを採用。その時に集まったメンバーが、Ren、K-na、yukko、丸石祥子、さのましほ、小林妙子、松田菜穂、宮澤優子、会田晃司の9人。ウタウタイから初のコンピレーション・アルバムを出すために、皆で日夜練習に励んだ。ニシオカの厳しい指導は鬼のようと言われ、毎日誰かが泣いていた。
2000年10月14日、ウタウタイから待望のオムニバスCD『DIAGRAM』をリリース。参加メンバーはニシオカ、Ren、K-na、yukko、丸石祥子。レコーディングは四ツ谷のスタジオ音楽館FEI-V studioで行われ、6曲を24時間で録音・ミキシングまで仕上げ、ニシオカは完璧な音源を作り上げた。そのまま一睡もせず、渋谷のデザイン会社を訪ねCDジャケットとフライヤー（モノクロ）のデザインを作りに行った。初のCDが出来上がり、インストアライブを東京・恵比寿GUILTY（現:渋谷GUILTY）と大阪・心斎橋ミューズホール（現:OSAKA MUSE）の二箇所で開催。このライブがきっかけでメンバー全員が一致団結し、プロとしての第一歩を歩み出し、事務所としての活動が動き始め、「これでやっていけるぞ」と希望の光が見えるものだった。
2001年から徐々にウタウタイへの問合せも増えて、歌手を目指す者たちがニシオカの所へ集まるようになる。この頃から外部のボーカル講師も務めるようになり、中でも平均年齢6.4歳という世界最年少アイドル「ちゃい夢」を担当。夏休みは後楽園遊園地内の屋外ステージでパフォーマンスを披露し、メジャー・デビューに向けてレッスンに励んだ。そして、ちゃい夢は2001年10月16日、日本クラウンから『チェキラ！』でメジャー・デビュー。このシングルまではニシオカ、セカンドシングルからはパパイヤ鈴木が担当。
2002年1月8日、ウタウタイから2枚のコンピレーション・アルバム『Breath』がリリース。参加アーティストはニシオカ、Ren、K-na、丸石祥子、yukko、さのましほ、松田菜穂、会田晃司、コーラスで宮澤優子が参加。インストアライブは赤坂GRAFFITYで開催。会場のキャパシティが150人弱に対し、250人を超える観客が来場。楽屋の出入口が客席側にあり、通常だと客席を通ってステージに上がるのだが、満員でステージに行けず、観客の頭上を胴上げするようにしてステージまで運んで貰い、オープニングから会場は大爆笑となった。司会はニシオカと宮澤優子。ニシオカは愛犬チェリーの歌である『CHERRY天国からの贈り物』を歌い、これまでの想いが込み上げ涙が溢れた。またその後、原宿にあった養成所のマンハッタンアカデミーのボーカル講師の代表として、小学生の男女たちにミュージカルやステージに必要なことをレッスンした。
2003年、練馬区に事務所を設立。これまではレンタルスタジオでのレッスンだったが、アーティストも増えてレッスンも頻繁に行うようになったので、マンションの一室をニシオカナヲト音楽事務所として契約。この頃からメジャー・デビューに向けたオーディションを行い、歌手を目指す者たちがウタウタイのオーディションを受けに来た。同年10月、オーディションでのちにメジャーデビューを果たす佐藤広海と出会う。佐藤の歌をオーディションで聴いた時、ニシオカの中に衝撃が走った。そしてニシオカは佐藤に「本気でやればお前は歌手になれる。1年後にデビューするぞ」と言い、佐藤のプロデュースが決まった。週に5回は佐藤を事務所に呼び、メジャー・デビューに向けての猛特訓が始まる。
2004年からニシオカは本格的にプロデューサーとして活動。すぐに佐藤の楽曲制作にとりかかり、佐藤をメジャー・デビューさせてくれるレコード会社を数々訪問。「佐藤はホンマに良い歌手なんです。絶対に売れるから契約してほしい!」と交渉を続けた中で2004年10月14日にコロムビアミュージックエンタテインメントより『CHERRY天国からの贈り物』（作詞作曲/ニシオカナヲト）、cw/『流れのままに』（作詞ニシオカナヲト/作曲さのましほ）で佐藤はメジャー・デビューを果たし、全国流通CDをリリース。ニシオカは佐藤のキャッチフレーズを「圧倒的癒しのボーカリスト」とした。佐藤の歌声は、人々の心を圧倒的に癒す力があったからだという。デビューライブは、恵比寿GUILTY（現:渋谷GUILTY）で開催。約170人の観客が来場。事務所のメンバーもかけつけ、リハーサルの時点で感動のあまり泣いていた。バックバンドにはTogetter5が参加。本番は、佐藤の圧倒的な歌声に引き込まれ、会場が感動に包まれた。ニシオカはこれまでの苦労と感謝の気持ちが込み上げ、嬉しくてPAルームで号泣した。ライブ終了後のCD物販会では約150枚を売上、デビューライブは大成功をおさめた。
2005年、ニシオカは原田に軽井沢ラヴソング・アウォードを教えられ、『Mother』（作詞作曲：ニシオカナヲト）でエントリーする。約560曲の中から12曲ほど選出されるが、発表の日に公式サイトで『Mother』が選出、ニシオカは驚いた。本選が行われる軽井沢大賀ホールで『Mother』を披露することが決まり、ニシオカは『Mother』を佐藤に歌わせることにした。グランプリを獲得するため、毎日毎日佐藤と練習に励んだ。10月2日に第3回軽井沢ラブソングアウォードに参加。審査員長は宮川泰。『Mother』は協賛会社特別賞を受賞。コンテスト後の懇親会でニシオカは宮川に挨拶に行くと『Mother』を褒められた。一緒に酒を交わし記念撮影をしたことが貴重な思い出。
また、佐藤の2枚目のシングル『満月ヲ、ミアゲテ』（作詞作曲/ニシオカナヲト）をリリースし、タワーレコードベストセラーズに選出。リリース記念イベントをプロデュースし、文京シビックホールで『佐藤広海コンサート2006』を開催。

### 2006年 - 2010年
2006年、原田の繋がりから、村木浩（元フジテレビ取締役）と交流を持つようになる。村木とは頻繁に電話する間柄で、ニシオカを心配して村木から留守電が入っている事も多かった。季節の挨拶として菓子折りを贈ったときは、毎回その菓子を食べながらニシオカに電話をしてくれた。
同年の夏から、東京湾納涼船のイベントに、ニシオカがプロデュースするアーティストが出演するようになる。歴代の主な出演者は、佐藤、ホシシノブ、すなおしりえ子、ZIPANG、松尾昇平、河村リナ、まえだありさ。このイベント出演は2006年から2019年まで12年連続でニシオカがプロデュースするアーティストが出演した。
2007年、「UTA UTAI 7th Anniversary Live」を光ヶ丘IMAホールで開催。司会には藤本えみりを招いた。東京音響通信研究所に音響を依頼し、舞台と照明はNHKアートに依頼。JCOMテレビの取材も入り、当時所属していたアーティストが出演した。
佐藤のプロデュースでは現場経験を積ませ、客ひとりひとりに歌を届ける心を育てるために、キャパシティ30人ほどの小さなライブハウスに月3回ほど出演し、修行させた。ニシオカは佐藤が徐々に一人一人の聴衆に歌を届けられるようになったと感じ、もっともっと佐藤の歌を世の中の人に聴いてもらいたいと思い、新たな活動を展開させる。
2008年、埼玉県のイオンモール北戸田に佐藤を売り込みに行った。イオンモールのステージでは、有名な歌手や漫才師などが出演。ニシオカは佐藤をこのステージに立たせたかった。デモテープを持参、売り込みに行ったが担当者に「うちは有名なレコード会社や有名なタレントしか出てないので難しいですね」と門前払いを受けかけたがニシオカは諦めず「佐藤広海の歌は本当にいいんです。まずはデモテープを聴いて下さい」と土下座をして頼んだ。担当者は驚いたが、ニシオカの熱意に押され試聴の上、1枠の出演のチャンスを与えた。ニシオカは佐藤と共に、この日の本番に向けて死に物狂いで練習した。ライブ当日は、沢山の観客がステージを囲んだ。そこに担当者から「佐藤さん、とってもいいですね」と、イオンモール浦和美園への出演が決まった。
同年4月、佐藤の3rdシングル『家族』（作詞作曲/ニシオカナヲト）をリリース。各地のイオンを周ろうと計画した。そこでニシオカはイオンモール郡山に連絡をし、佐藤を売り込み出演が決まった。その郡山でのライブの際に、東北各地のイオンモールを紹介してもらえることになり、秋田や岩手など東北地方のイオンモールを数々巡り、北は札幌まで足を運んだ。ライブは盛況で、関西地方のイオンモールも紹介してもらえることになり大阪や兵庫、岡山のイオンモールにも出演した。
2009年、佐藤の4thシングル『花 ～HANA～』（作詞作曲/ニシオカナヲト）をリリース。MVは荒川の河川敷で撮影。東北から関西のイオンモールでのインストアライブを行い、年間約240ステージを行った。ステージ終了後、CD物販会にて聴衆はCDを購入。本番前のリハーサルの時点で、ステージの前を通りかかった人が、リハーサルの歌声を聞き本番は見る時間が無いからと、本番前にCDを購入したこともあった。ニシオカは佐藤に「感謝の気持ちを忘れるな」と教えた。
2010年、佐藤のアルバムを発売することが決まる。タイトルは『ありがとう』。デビュー曲「Cherry～天国からの贈り物～」ほか“軽井沢LOVE SONG AWARD2005”で協賛会社特別賞を受賞した「Mother」など全12曲を収録。これまでの6年間の活動を集大成したアルバム。全国のイオンモールでインストアライブを行い、観客に感謝の気持ちを歌で伝えた。NHK長野放送局『ひるとくテレビ』にゲスト出演、信濃毎日新聞から取材を受けた。

### 2011年 - 2015年
2012年4月、45歳のニシオカは東京音楽大学作曲指揮専攻ソングライティングコースへの入学が決まる。受験のきっかけは、「笑っていいとも!」に谷村新司が出演、そこで東京音楽大学の客員教授になるという話を聞いたこと。アリス時代から谷村を尊敬しており音楽を学びたいと思った。受験当日、谷村の目の前でオリジナル曲「ありがとう」を歌唱。合格発表の日は神戸に遠征しており、佐藤広海と弟子の河村りなと3人でうどんを食べている時に、携帯電話で受験番号を調べてもらい、合格を知り、入学後に聞いた話では、主席合格とのこと。入学後は谷村の他に数々の著名な教授である、服部克久、小六禮次郎、北中正和、三枝成彰、ソニー・ミュージックの伊藤和彦との出会いがあり、様々な事を教わった。
同級生は20歳前後の子たちばかりだったが、すぐにみんなが打ちとけてくれた。ピアノの授業では、悪戦苦闘した。発声練習の時にピアノを弾くくらいで殆ど初心者だったので、毎日仕事の合間をぬって必死に練習した。テストの時きらきら星をみんなの前で弾いた。全然弾けなかったニシオカが、弾けるようになっていたので、教授から「全く弾けなかったのに、仕事しながらも練習したことがわかりました。誰よりも伸びたと思います」と、とても高い評価をもらった。その後は、ピアノでも作曲ができるほどになった。しばらくの間東京音大のホームページのソングライティングコースにニシオカがピアノを弾く姿が掲載されていた。
毎日欠かさず授業に参加した。谷村との思い出は沢山あり、歌詞はゆっくり書くものだと思っていたが、5分の曲は5分で書けることを教わった。頭で考えるのではなく心で感じたことを、思いのままに書くことを学んだ。授業の中で書いた歌詞を、その場で谷村が添削。「ありがとう」や「感謝」を歌詞にすることが多かったニシオカに対し、それ以外のテーマの歌詞も書いてみようと言われ当初なかなか書けなかった時に谷村からテーマを受け取り、自由で枠にとらわれない歌詞は「更新日」というタイトルで提出。歌詞を見て谷村から「お前、変わったぞ。やったな!」と言われた。授業終了後も、谷村に駆け寄り沢山質問をしたり、アリス時代・宇宙の話をして貰った。気づけば2人だけで盛り上がり、話す顔の距離も近かった。他の生徒には◯◯さんと、さんづけで呼んでいたがニシオカには呼び捨てで名前を呼んでくれたことが嬉しかった。ニシオカにとって谷村から言われて一番残っている言葉が「ニシオカ、フックやぞ」。「フック」という時に、谷村の息が顔にかかった。これがチンペイフックだと思ったそうだ。
その後自身の仕事が忙しくなり、1年で大学を中退することになった。最後の授業は谷村が担当する作詞の授業。授業終わりに教室で谷村と2人きりになった時、中退する旨を伝えた。そうすると「ニシオカ、よく頑張ったな。東京音楽大学に入って勉強したことの意味が後で必ずわかるぞ。卒業、おめでとう」と谷村が右手を差し出し、硬い握手を交わした。また会うことを誓い、教室を後にしたニシオカの目に涙が滲んでいた。ニシオカの東京音楽大学の生活は幕を閉じる。
2013年、スマートフォン向けのインターネット配信放送局WALLOP放送局にて、初の冠番組「社長はメロンパンがお好きッ！」のメインパーソナリティを務める。様々な分野のスペシャリストをゲストに迎え、トークやパフォーマンスを披露する番組で毎週火曜日の夜に放送の他に年2回スペシャル版を放送していた。同年10月31日を以て事務所の看板アーティストである佐藤が活動休止。ニシオカは不安、心配から帯状疱疹を患う。激痛のまま4日間ほど市販薬の鎮痛剤で凌いだが、ついに眠れないほど痛みが悪化、皮膚科を受診。あともう少し遅かったら大変なことになっていたと医師に言われたが処方薬で完治した。
2014年、谷村新司から自身の会社である株式会社ダオで働かないかと誘われる。谷村の側近としてサポートしてほしいという話だった。谷村の事務所に行き、今後の話を聞いた。ニシオカは2ヶ月悩んだ末、断りを入れた。死に物狂いで作った自分の弟子たちがいる音楽事務所をたたむことは出来ないと思ったためである。
同年、ニシオカの母校である報徳学園高等学校の卒業生にエールを送る歌「俺たちの報徳」(作詞/報徳学園同窓会、ニシオカナヲト　作曲/ニシオカナヲト)がリリース。音楽出版はサウンズネクスト。"すべての生徒、卒業生が幅広い世界で活躍するよう願っている"とエールを込めて制作された。また、東京と関西で毎年行われる報徳学園同窓会のステージに出演し、ワンステージで「俺たちの報徳」を3回繰り返し歌い大反響をえた。2022年現在、報徳学園高等学校の学校内で楽曲が放送されている。
2015年、BSフジの番組所さんの世田谷ベースを家で視聴している時に、所ジョージが番組内で自身の歌を歌っており「この曲誰かいる?」と言っているのを見て、番組に問い合わせた。その後、番組のプロデューサー田平秀雄（BSフジ）から手紙が届き残念ながら収録から放送まで時差があったため、楽曲は貰えなかったが、その後すぐに所に手紙を送ると、本人からサイン入りのオリジナルグッズが送付され、またお礼の手紙を書いては本人よりオリジナルグッズが届き、しばらく同じやり取りをした。3回目くらいの時、缶バッチが送られてきた。その時のエピソードをニシオカは歌にして送り返した。その曲が、2022年発売のアルバム「CHERRY」の1曲目に収録されている「缶バッチ・グー」である。

### 2016年 - 2020年
2018年8月1日、井上陽水「少年時代」のカバーを配信リリース。楽曲のアレンジは自身による。同年12月16日に水道橋Wordsにて"笑いあり、涙あり、歌あり"「おもっくそ!らいぶ」をプロデュース。ニシオカがゲストの面白い所を引き出し、笑いを生み出すもの。ニシオカのステージでは盲導犬の育成訓練を行っているアイメイト協会社長の塩屋に盲導犬を連れて来場を依頼した。ニシオカは盲導犬と一緒にステージに立ち国内初の盲導犬チャンピイの詩「チャンピイ」（作詞作曲/ニシオカナヲト）を初披露。
2019年9月18日、弾き語り第3弾「守り神」（作詞作曲/ニシオカナヲト）を配信リリース。iTunes歌謡曲部門ランキング58位。「守り神」は空からあなたを、いつも見守ってくれている。だから素直に真っ直ぐ生きようよ、というメッセージソング。
同年6月26日、松尾昇平デビュー曲「君は竜に乗って帰ってくる」（作詞作曲/ニシオカナヲト）をプロデュース。あなたの大切な人を優しい竜が背中に乗せて帰ってくる。もう二度と会えないと思っていたけれど、あなたに会える。令和の日本に欲しかった詩がここにある、という楽曲。
2020年2月23日、「ウタウタイライブ49」が高円寺Showboatで開催。ゲストは木山裕策を迎え、本人の代表曲「home」、ニシオカと木山のコラボステージでは栄光の架橋を共に披露した。この頃から新型コロナウイルスが流行し始め、人々が集まるイベントは開催が困難となり、これまで半年に1回開催してきたウタウタイライブも2月に行われた第49回の開催を最後に、その後の開催は延期となった。
同年夏より、ニシオカはYouTubeチャンネル「WAKU WAKU TV」を開設。自身が撮影から編集まで全て手作りで動画を制作し、コロナ禍で外出制限されている世の中の皆んなに"人生を明るくワクワク生きよう！"というメッセージを込めて、トークや歌を届けている。

### 2021年 -
2021年6月16日、相原愛&ニシオカナヲトで「FLY」（作詞/相原愛 作曲/ニシオカナヲト）を配信リリース。この曲は大変な世の中をワクワクな世界に変えたいと相原とニシオカの想いで作られた作品。信じて前に向かえば気持ちも現実も飛び上がれる。そう鳥のように飛び立てる。そんな思いが「FLY」という作品に込められた。
同年9月29日、「愛しているよ」（作詞作曲/ニシオカナヲト）を配信リリース。2007年に作った曲を温めていてこのタイミングでレコーディング、音楽生活35周年を記念して発売。
同年12月22日、「CHERRY天国からの贈り物」（作詞作曲/ニシオカナヲト）を配信リリース。編曲は庄司裕、楽曲プロデューサーはソニー・ミュージックの伊藤和彦が担当。2012年に東京音楽大学在学中に、伊藤が客員教授として学校に勤めていたことが出会いのきっかけ。当時から一緒に楽曲制作をしたいと話はしていたが10年越しに、伊藤が"楽曲をリリースしましょう"と打ち合わせにニシオカの事務所に来たことが発端だった。新たな楽曲制作も考えたが、伊藤にプロデュースしてもらうのならば、自身の代表曲「CHERRY」しかないと思い、依頼した。MVは、故郷の神戸市灘区で撮影。愛犬チェリーと一緒に暮らした思い出の場所を巡った。灘区の水道筋商店街での撮影中、偶然父親に遭遇。父親はニシオカが神戸に帰ってきていることを知らなかったため、偶然の再会だった。当時チェリーの毎日の散歩は父親がしてくれており、父親にとっても思い出の商店街だったので、チェリーが引き合わせてくれたものだとすぐに感じた。
2022年4月27日、ニシオカは初アルバム「CHERRY」をラッツパック・レコードから発売。本作にはリード曲「CHERRY天国からの贈り物」「俺は泣かない」、カバー「少年時代」、国内初の盲導犬チャンピイの詩「チャンピイ」、母校のOBにエールを贈る「俺たちの報徳」、最新バラード「月に抱かれて」など11曲を収録。母校の先輩である金村義明のMBSラジオ「金村義明のええかげんにせぇ〜!」の生放送にて、金村に紹介され電話で生出演。他にラジオ成田「玻璃のペリウィンクル・ノイズ Chapter Ⅱ」「玻璃とGuten Morgen」にて楽曲が放送。茨城放送「MUSIC STATE」ゲスト出演。有線ラジオ放送の「LINE MUSICランキング」で「俺は泣かない」が上位注目曲ランキングに入り、1週間ヘヴィー・ローテーション。「YouTube Musicランキング」でも注目曲にランクイン。BSフジの所さんの世田谷ベースの番組内で所ジョージがアルバム「CHERRY」を紹介した。
7月28日に神戸新聞に掲載。取材では故郷の神戸への想い、母校の報徳学園高等学校で培った諦めない気持ちと前向きに生きることの大切さをを伝えた。
9月25日、タワーレコード神戸店にて初のインストアライブが決定し、2部制でミニライブ・特典会を開催。初見から故郷の恩師・友人等、様々な顔ぶれが集まり、感謝に溢れたという。
2023年4月、ラジオ成田「玻璃のペリウィンクル・ノイズChapterⅢ」にてレギュラー出演が決定。コーナー名は「ニシオカでナイト（水曜日21:00〜22:00）」放送。

## 逸話

### 剣道
幼い頃、身体が弱かったことを両親が心配し、小学1年生から剣道を習う。小学2年生まで、神戸市灘区にある道場・剣修会に入会。最初は剣道がとても弱く、相手の面を打つことすらできなかった。小学3年の時、第二回全日本剣道連盟主催大会「全日本選手権大会」で準優勝を収めた中尾巌が主幹する、巌剣修会に入会。入会年に、和歌山の弘道館が主催する近畿大会が行われ、団体戦のメンバーとして出場し優勝した。高学年になるにつれて、兵庫県の県大会や、日本武道館で行われた全日本剣道道場連盟主催の全国大会に出場し、上位の成績を収めるようになった。実家には数々の賞状やトロフィー、メダルなどが飾ってあった。
1982年3月、入学を控えていた兵庫県報徳学園高等学校剣道部の毎年恒例の岐阜合宿に1週間参加。そこで50戦し勝敗成績で2位に入り、レギュラーを獲得した。1年生でレギュラーを獲得できたのは稀であった。
1982年4月、報徳学園高等学校に剣道で推薦入学、剣道部入部。高校1年のデビュー戦は西宮市剣道連盟主催の阪神大会高校の部に出場し団体戦で優勝。高校3年まで毎年出場、3年連続で優勝。同年、兵庫県剣道連盟主催の兵庫県新人戦大会に団体戦 先鋒で出場し3位入賞。
1983年、公益財団法人全日本剣道連盟の昇段審査にて二段を修得。同年、兵庫県剣道連盟主催の兵庫県インターハイ予選の団体の部にて3位入賞。近畿高等学校剣道選抜大会に出場し、報徳学園学校長より表彰される。
1984年、兵庫県私立中高等学校剣道大会に団体戦で出場し優勝。同年9月、公益財団法人全日本剣道連盟の昇段審査にて三段を修得。高校3年生までで三段を修得した者は、この年は兵庫県で4名しかおらず、その中に入っていた。

### 進路
小学2年生の頃から、芸能界に興味を持ち始める。日本テレビ『太陽にほえろ!』の松田優作演じるジーパン刑事の最終話「ジーパン・シンコその愛と死」のジーパン刑事の殉職シーンを観て感動し、芸能界に入ることを決めた。小学5年生の頃、夜のヒットスタジオを何気なく観ていた時、谷村新司率いるアリスが登場し『冬の稲妻』を演奏。その時、今までに感じた事がない衝撃が身体に走る。アリスがきっかけで、将来は歌手になることを決めた。

### 愛犬チェリーとの絆
チェリーとの出会いは、ある新聞記事がキッカケとなる。1982年に神戸新聞の記事に「子犬、譲ります」の文字を母親が見つけ、井上家から譲り受ける事になった。高校1年生だったニシオカは、井上家へのお礼の品としてコンフェクショナリーコトブキで、1000円のチョコレートを買い、待ち合わせ場所である近所の映画館の駐車場へ向かった。そして、子犬を抱きかかえる井上と対面し、人生で初めて子犬を抱っこした。雑種の雌犬で目がクリクリしており、うす茶色の毛並みがとても可愛かった。まだ小さかったためコロコロしていて愛くるしく、両耳が垂れていたため本当に可愛かった。桜が咲く、春の季節に我が家にやってきたということで、ニシオカが"チェリー"と名付けた。いつもニシオカは、チェリーの事を人間のように可愛がってきた。

### ボーカル講師時代
1998年からニシオカがボーカル講師として勤めていたスクールで、一際目を引く宮澤優子というとても明るく元気な20代前半の女性で、個性がありスクール内でも目立った生徒がいた。
最初は宮澤から反抗的な態度をとられ、アドバイスをしても反発をされてばかりで腹が立っていたニシオカだが宮澤の実力を認めていたため、"本気でお前をプロの歌手にする"と宮澤に何度も伝え段々と心が通うようになり、真面目にレッスンも受けるようになった時にニシオカは宮澤にSAKURAのバラード曲「コエヲキカセテ」を練習させ、プロになる為に、どんなことがあっても遅刻や欠席をしないよう約束させた。約4ヶ月間みっちり練習し、スクール内でのコンテストで宮澤はベストパフォーマンス賞を受賞。ニシオカの教え子としての初受賞。その後、宮澤はどんどん成長した。
ある日、レッスン時間になっても宮澤が現れず心配して待っていると、20分ほど遅れて現れた宮澤は顔面蒼白で全身が震えていた。「なにがあったんや」とニシオカが尋ねると、「お母さんが危篤なの」そう言いながら宮澤は座り込んだ。「何があってもレッスンに必ず来るって約束したから…」ニシオカはすぐにお母さんの病院へ向かうように伝えた。病院到着後、宮澤の母は還らぬ人となってしまった。その後は、しばらくレッスンに来ない日が続き。ニシオカ自身もスクールを退職したため、疎遠になった。
その後、ニシオカは独立してウタウタイを立ち上げてプロのアーティストを育てることに没頭する日々を送り約3年ほど経った時、偶然レッスンの帰りに池袋駅前に人だかりが出来ていたのでのぞいてみると、宮澤がお酒に酔って床に寝そべって大声を出していた所に遭遇し、「ナヲトー!!!何やってんのー!!!」と叫ばれたため「お前が何やっとんねん!!」と言い返したら、大笑いになったのが久しぶりの再会だった。それから、ウタウタイに通い始めるようになり、一緒にレッスンやレコーディング、ライブを行った。いつも事務所のムードメーカーで、ニシオカの右腕として唯一無二の存在だった。2,3年ほどで事務所は辞めたが、その後もイベントの際はメールでエールを送ってくれる、思いやりのある優しい宮澤だった。
2017年5月24日、宮澤は享年39で急逝。あまりにも突然の別れだった。告別式で、13年ぶりの再会になった。棺に花を入れるとき自然と「ありがとうな･･･」という言葉がこぼれた。涙が溢れなかった理由は『身体は無くなってしまうが宮澤の魂がいつもそばにいて見守ってくれている。だから涙は出ない』『宮澤は俺を"先生"にしてくれた初めての生徒』。今も、ウタウタイの事務所玄関には宮澤直筆の申込書が展示され、添付されている宮澤の写真はちょっと得意げな表情で、正面を向いて笑っている。